# Джокер (фільм, 2010)
«Джокер» — короткометражна екранізація за мотивами комп'ютерної гри S.T.A.L.K.E.R..

## Синопсис
Сталкер. Це не професія — це покликання. Дія фільму розгортається паралельно з подіями гри «Сталкер. Тінь Чорнобиля». Сталкер Черв в результаті зіткнення з неймовірним явищем стає володарем легендарного артефакту — Джокера. Але для Черв'яка Джокер більше, ніж просто артефакт. 

## Сюжет
Дія фільму відбувається паралельно із діями гри «S.T.A.L.K.E.R.: Тінь Чорнобиля». Група сталкерів, сидячи біля багаття, розповідають пригодницькі історії. Кожна з трьох розповідей показана у вигляді окремого короткометражного фільму. Сталкер за прізвиськом Зелений розповідає про те, як сталкер Біс воює із бандитами в аномальній Зоні. Сталкер на прізвисько Черв розповідає історію про те, як він отримав цінний артефакт «Джокер» і про те, що нещодавно його продав. Третю байку розповідає сталкер Вовк. Вона про сталкера на прізвисько Вікінг, який замість жадібності, що проповідує більшість сталкерів, віддає перевагу смерті у бою, для того, щоб потрапити до міфічної Валгалли. У кінці фільму до сталкерів, що сиділи біля вогнища надходить повідомлення на PDA, що Мічений відімкнув Випалювач мізків і прохід до центру Зони відтепер вільний. Всі сталкери висуваються до центру Зони, а сталкер Черв йде до Темної долини, що би повернути собі назад артефакт «Джокер».